# Travis Shaw
Travis Shaw né le 16 avril 1990 à Washington Court House (Ohio, États-Unis) et surnommé The Mayor of Ding Dong City, est un joueur de premier but ayant évolué pour les Red Sox de Boston, les Blue Jays de Toronto et les Brewers de Milwaukee dans la Ligue majeure de baseball.
Il est le fils de l'ancien joueur de baseball Jeff Shaw.

## Carrière

### Red Sox de Boston
Travis Shaw est repêché deux fois par les Red Sox de Boston. Après avoir été sélectionné au 32e tour de sélection en 2008, il rejette la proposition et rejoint les Golden Flashes de l'Kent State, pour ensuite signer son premier contrat professionnel avec les Red Sox lorsque ceux-ci le réclament à nouveau, cette fois au 9e tour du repêchage de 2011.
Shaw fait ses débuts dans le baseball majeur avec Boston le 8 mai 2015 face aux Blue Jays de Toronto.

### Brewers de Milwaukee
Le 6 décembre 2016, les Red Sox de Boston transfèrent Travis Shaw et deux joueurs de ligues mineures (le joueur d'arrêt-court Mauricio Dubón et le lanceur droitier Josh Pennington) aux Brewers de Milwaukee en échange du lanceur de relève droitier Tyler Thornburg.